# Zagrosgebergte
Het Zagrosgebergte کوهای  زاگرس (in het Bakhtiari:.رشته‌ کوه‌های بختیاری) is Irans grootste bergketen. Het heeft een lengte van 1500 km vanaf het westen van Iran, vanaf Noord-Irak aan de grens met Irak tot aan het zuidelijke deel van de Perzische Golf. De bergketen eindigt aan de Straat van Hormuz.
Het gebergte is verdeeld in vele kleinere bergketens (van 10 tot 250 km in lengte), en heeft dezelfde leeftijd en orogenese als de Alpen. Irans voornaamste olievelden zijn gelegen aan zijn westelijke voet. De hoogste bergtop van dit gebergte is de Dena (4409 m). De bergketens in het zuiden van de Fars provincie hebben lagere toppen (tot 4000 m) en sommige kalkstenen rotsen bevatten veel fossielen.
De westkant van de bergen, waar stuwregens voorkomen, maakte in prehistorische tijden deel uit van de Vruchtbare Sikkel waar de landbouw voor het eerst is ontstaan. Eerst werden hier granen gedomesticeerd, pas later werden er dieren gedomesticeerd. In de Levant was het juist omgekeerd.
Dit gebergte vormde in de Oudheid de grens van Mesopotamië.